# جورج سامرز
جورج سامرز (بالإنجليزية: George Summers)‏ هو لاعب كرة قدم ومدرب كرة قدم بريطاني في مركز الهجوم، ولد في 30 يوليو 1941 في غلاسكو في المملكة المتحدة. لعب مع نادي برينتفورد.